# キンモクセイ (バンド)
キンモクセイは、日本のバンド。略称は「キンモク」。

## 概要
1998年に結成された神奈川県相模原市出身の5人組バンド。幾多のメンバーチェンジを経て、2001年10月にシングル「僕の行方」でデビュー。2002年にリリースした「二人のアカボシ」のヒットでNHK『紅白歌合戦』への出場経験もあるが、2008年に一旦活動を休止。以後は個人で音楽活動を続け、5人全員が集まったのは2011年に東日本大震災の被災地支援アルバムの新曲を録音した1日だけだった。そして2018年9月中旬、本格的に活動を再開することを発表した。2023年5月10日、長らくベースを担当していた白井が脱退を公表。キンモクセイのメンバー脱退は約23年ぶりとなった。キンモクセイは今後メンバー4人で活動を継続するとしている。
「キンモクセイ」というバンド名の由来は、ボーカルの伊藤が幼い頃から家の前にあったキンモクセイの香りが好きだったから。その香りを嗅ぐと昔の記憶が蘇って懐かしい気分になり、自分たちが作っている音楽もそういう懐かしい感じということで命名した。
1970年代の歌謡曲やニューミュージックなどの音楽をこよなく愛し、そこに色々な要素を取り入れて、懐かしいが新しい”キンモクサウンド”を作り出している。歌詞については情景描写がテーマで、「一つでも多くの情景を誰かと共感してみたい」という気持ちが、言葉数の多さや細かいディテールの多さに表れている。
5人編成時のメンバーの内、伊藤、後藤、白井の3人は神奈川県相模原市出身で、伊藤と白井は神奈川県立相武台高等学校、後藤は神奈川県立新磯高等学校と3人とも市内の高校を卒業している。また佐々木は相模原市のすぐ隣の東京都町田市出身で張替も相模原に住んでいた時期があり、メンバー曰く「ほぼ相模原」。

## 来歴
- 1998年5月、神奈川県相模原で前身バンド「アジアンオールスターズ」を結成[5][6][10]。
- 1999年11月よりバンド名を「キンモクセイ」へと改め、活動をスタート[8]。精力的にライブを行う[6]。
- 2000年、東京・下北沢のライブハウスに出演した際にレコード会社のスタッフと出会う[2]。
- 2001年1月に自主制作CD「キンモクセイの約18分」をリリースした後、全国14ヵ所を回るライブハウスツアーを行う[2]。同年10月、シングル「僕の行方」でメジャーデビュー[10]。
- 2002年1月、2ndシングル「二人のアカボシ」でオリコンランキング10位を記録、全国のラジオ局31局ものパワープレイを獲得する[2][10]。この曲のスマッシュヒットにより、同年の『第53回NHK紅白歌合戦』に出場[6]。
- 2002年5月9日、シングル「七色の風」で14位獲得[10]。同年年7月3日、アルバム『音楽は素晴らしいものだ』で10位獲得[10]。
- 2003年9月17日、シングル「人とコウモリ／日曜日の夜」をリリース[10]。同年10月22日、アルバム『風の子でいたいね』をリリース[10]。
- 2004年8月25日、シングル「メロディ」をリリース[10]。同年10月2日、神奈川県立相模原球場で地元凱旋ライブを行う。同年11月からオンエアの「ダイハツ・ミラジーノ」のCMに、吉田美奈子のカバー「夢で逢えたら」が起用される。同年12月1日にシングル「むすんでひらいて」を、12月22日にアルバム『NICE BEAT』をリリース[10]。
- 2006年、毎日放送の全国高校ラグビー大会のテーマ曲として松任谷由実の「ノーサイド」のカヴァーを手がけ、2007年のカヴァーアルバム「さくら」に収録された。
- 2007年3月、「さくら」ソングばかりを集めたカバーアルバム『さくら』をリリース[6]。同年4月3日に上野公園でアルバム発売を記念したさくらづくしのフリーライヴを行う[注 5]。
- 2008年1月、全国ツアー「LIVE TOUR 2008『ベスト・コンディション』」を最後に活動を休止することを発表[注 6][11]。
- 2011年3月25日にデジタルデータ作品配信サイト「nau」から配信された東日本大震災被災地支援コンピレーション・アルバム『HOPE nau!』』収録の新曲「アシタ」のレコーディングを行うために3年ぶりにメンバーが集結[注 7][13]。
- 2016年、白井を除く4人が4月29日の音楽イベント「佐々木良と張替智広のGo!Do!40!（合同ふぉーてぃ）」にて共演し、5月2日の熊本地震支援イベント「音楽で九州を応援するPray for 九州 Machi Rock Night」では、前述の4人が「キンモクセイ」の名義を使用して単発で出演している。
- 2018年10月21日に地元相模原で開催された「はやぶさの故郷 潤水都市さがみはらフェスタ2018」に活動休止時のメンバー5人全員が「キンモクセイ」として出演し、2008年2月の活動休止以来10年8カ月ぶりとなるライブを行った[注 8][7][14]。
- 2019年10月15日、相模原市民会館にて11年ぶりのワンマンライブ「ちゃんとしたワンマン2019」を開催。本格的に活動を再開した。
- 2019年12月25日、オリジナルアルバムとしては約14年ぶりとなる5thアルバム『ジャパニーズポップス』、2007年に発売されたベストアルバムの収録曲を一部変更し、未収録曲を追加収録した『ベスト・コンディション＋レアトラックス』を同時リリースした[15]。
- 2023年5月10日、ベース担当の白井雄介がキンモクセイを脱退。今後は4人で活動する。[16]
- 2024年2月14日、四人体制としては初となる6枚目のオリジナルアルバム「洋邦問わず」をリリース。また2月28日に大阪・OSAKA MUSE、29日に愛知・新栄シャングリラ、3月8日に東京・青山 月見ル君想フにて、『キンモクセイ ニューアルバム「洋邦問わず」初披露ライブ＆即売会』を開催[17]。

## メンバー
- 伊藤 俊吾（いとう しゅんご、1976年11月25日 - 、神奈川県相模原市出身、AB型）[3]

ボーカル、ギター、キーボード、作詞・作曲担当。楽曲のほとんどを手がける。
ニックネームは「イトシュン」「イトスン」「スン」など。車が好き。既婚。
活動休止中はソロでの活動や楽曲提供を行っていた。
2015年、メンバーの佐々木と共にお笑いコンビ・どきどきキャンプの佐藤満春を中心に結成されたトイレをテーマにしたバンド「サトミツ&ザ・トイレッツ」に参加。メンバーは山田稔明（GOMES THE HITMAN）、佐々木良（キンモクセイ）、伊藤俊吾（キンモクセイ）、伊藤健太（ex. ゲントウキ）、森信行（ex. くるり）。
- 佐々木 良（ささき りょう、1976年4月12日 - 、東京都町田市出身、B型）[3]

コーラス、ギター、シンセサイザー、デザイン、作詞・作曲担当。CGやカメラなど様々な分野に才能を発揮し、プロモーションビデオやグッズの製作を手がけたり、ウェブサイトの運営などを行っている。本職はギターではあるが、ライブでは曲によりドラムを担当する場面もある。
ニックネームは「良さん（ちゃん）」、「Mr.フツウ」など。
2008年の活動休止と同時に3ピースバンド「pogs（ポグス）」を結成。バンドメンバーは、ボーカル&ギターの佐々木、ベースの伊藤健太（ex. ゲントウキ）、ドラムの吉澤響（セカイイチ）という3人。
2015年、前述の通り「サトミツ&ザ・トイレッツ」にメンバーの伊藤と参加。
出身地である町田市を拠点に活動する女性アイドルグループ、まちだガールズ・クワイアのサウンドプロデュースを石田ショーキチと共に担当。
- 後藤 秀人（ごとう ひでと、1976年12月27日 - 、神奈川県相模原市出身、A型）[3]

リードギター担当。
ニックネームは「ゴックン」。
2000年12月31日まで、東京ディズニーランド/トゥモローランド・テラス・ステージにレギュラーで出演していた。
2008年の活動休止と同時に、メンバーの白井、張替と共に、ラジオDJ・バカボン鬼塚（ボーカル）とラジオディレクター・村上雄信（ギター）を迎えた5人編成のバンド「YOUNGER GENERATION」を結成。
活動休止中は、2008年から馬場俊英のコンサートでバックバンドのメンバーとして活動。
- 張替 智広（はりがえ ともひろ、静岡県伊東市出身、1976年5月8日 - 、O型）[3]

ドラムス担当。キンモクセイ以前から音楽活動をしており、CRACKPOT、esrevnoc等のバンドでサポートメンバーとして活動していた。
ニックネームは「ハリー」「ハリー・スター」。メンバー一物静かだが、スティックを持つと一変する。小学生の頃からドラムを叩いており、その日の気分で演奏も変えられる。イギリスが大好きで、ドラムにはユニオン・ジャックが描かれている。代官山で自らがデザインしたTシャツを委託販売していたこともある。
2008年の活動休止と同時に、メンバーの後藤、白井と共に、ラジオDJ・バカボン鬼塚とギタリスト村上雄信を迎えた5人編成のバンド「YOUNGER GENERATION」を結成。
活動休止中は、カーネーションなど他のアーティストをサポートしたり、小貫早智子との楽曲制作ユニット・HALIFANIEのメンバーとしてYUKIやJUJUなどへの楽曲提供を行ったりしていた。

### 元メンバー
- 佐藤大

ドラムス担当。
2000年7月まで参加。
- 杉浦愛子

コーラス担当。
2000年7月まで参加。
- 白井 雄介（しらい ゆうすけ、1977年1月31日 - 、神奈川県相模原市出身、O型）[3]

ベース担当。脱退前まではバンドのリーダーであり、運営を行っていた。
ニックネームは「しらいちゃん」「リーダー」。
2008年の活動休止と同時に、メンバーの後藤、張替と共に、ラジオDJ・バカボン鬼塚とギタリスト村上雄信を迎えた5人編成のバンド「YOUNGER GENERATION」を結成。

## 作品

### シングル
|      | CDコード   | リリース日     | タイトル                | 作編曲者                                                    | オリコン    |
| ---- | ---------- | -------------- | ----------------------- | ----------------------------------------------------------- | ----------- |
| 1st  | BVCR-19040 | 2001年10月24日 | 僕の行方                | 作詞・作曲：伊藤俊吾 編曲：キンモクセイ                     | 最高位 - 位 |
| 2nd  | BVCR-19046 | 2002年1月9日   | 二人のアカボシ          | 作詞・作曲：伊藤俊吾 編曲：澤近泰輔・キンモクセイ           | 最高位10位  |
| 3rd  | BVCR-19050 | 2002年5月9日   | 七色の風                | 作詞・作曲：伊藤俊吾 編曲：佐橋佳幸・キンモクセイ           | 最高位14位  |
| 4th  | BVCR-19601 | 2002年7月3日   | さらば                  | 作詞・作曲：伊藤俊吾 編曲：キンモクセイ                     | 最高位15位  |
| 5th  | BVCR-19053 | 2002年11月27日 | 車線変更25時            | 作詞・作曲：伊藤俊吾 編曲：佐橋佳幸・キンモクセイ           | 最高位22位  |
| 6th  | BVCR-19055 | 2003年4月9日   | 同じ空の下で            | 作詞・作曲：伊藤俊吾 編曲：佐橋佳幸・キンモクセイ           | 最高位20位  |
| 7th  | BVCR-19057 | 2003年9月17日  | 人とコウモリ/日曜日の夜 | 作詞：伊藤俊吾 作曲：白井雄介 編曲：佐橋佳幸・キンモクセイ  | 最高位36位  |
| 8th  | BVCR-19617 | 2004年4月21日  | 二人のムラサキ東京      | 作詞・作曲：伊藤俊吾 編曲：佐橋佳幸・キンモクセイ           | 最高位65位  |
| 9th  | BVCR-19932 | 2004年8月25日  | メロディ                | 作詞・作曲：伊藤俊吾 編曲：佐橋佳幸・キンモクセイ           | 最高位71位  |
| 10th | BVCR-19636 | 2004年12月1日  | むすんでひらいて        | 作詞・作曲：伊藤俊吾 編曲：伊藤俊吾                         | 最高位70位  |
| 11th | BVCR-19944 | 2005年2月16日  | 夢で逢えたら            | 作詞・作曲：大瀧詠一 編曲：キンモクセイ                     | 最高位36位  |
| 12th | BVCR-19649 | 2005年7月27日  | SUMMER MUSIC            | 作詞・作曲：伊藤俊吾 編曲：澤近泰輔・キンモクセイ           | 最高位55位  |
| 13th | BVCR-19672 | 2005年11月30日 | 冬の磁石                | 作詞：伊藤俊吾 作曲：後藤秀人 編曲：澤近泰輔・キンモクセイ  | 最高位49位  |
| 14th | BVCR-19698 | 2006年10月18日 | さよならの表情          | 作詞・作曲：伊藤俊吾 編曲：澤近泰輔                         | 最高位67位  |
| 15th | BVCR-19106 | 2007年10月24日 | 金木犀e.p.              | 作詞・作曲：伊藤俊吾 編曲：キンモクセイ・村山達哉・桜井秀俊 | 最高位54位  |

### アルバム
|          | 品番                                       | リリース日     | タイトル                                                | オリコン |
| -------- | ------------------------------------------ | -------------- | ------------------------------------------------------- | -------- |
| 1st      | BVCR-11042                                 | 2002年7月3日   | 音楽は素晴らしいものだ                                  | 10位     |
| 2nd      | BVCR-11054                                 | 2003年10月22日 | 風の子でいたいね                                        | 30位     |
| 3rd      | BVCR-11065                                 | 2004年12月22日 | NICE BEAT                                               | 45位     |
| 4th      | BVCR-11081                                 | 2005年12月21日 | 13月のバラード                                          | 57位     |
| Cover    | BVCR-17050                                 | 2007年3月21日  | さくら                                                  | 56位     |
| Best     | BVCR-18108                                 | 2007年11月21日 | ベスト・コンディション 〜kinmokusei single collection〜 | 65位     |
| 5th      | BVCL-1050～1（初回盤） BVCL-1052（通常盤） | 2019年12月25日 | ジャパニーズポップス                                    | 51位     |
| Best     | BVCL-1053～4                               | 2019年12月25日 | ベスト・コンディション＋レアトラックス                  | 114位    |
| アナログ | MHJL-136                                   | 2020年2月26日  | アナログは素晴らしいものだ                              | 199位    |
| 6th      | KMKS-001                                   | 2024年2月14日  | 洋邦問わず                                              | TBA      |

### 配信
- セレモニー （2019年10月1日）
- 都市と光の相対性 （2019年12月11日） - アルバム「ジャパニーズポップス」の先行配信
- Smile （2023年10月20日）

### DVD
- 大感謝祭〜キンモクセイのPV、など〜 （2006年10月4日）
- ベスト・コンディション・ツアー THE FINAL （2008年4月23日）

### インディーズ
- 爆発激者 （デモテープ、2000年）
- 追い風は来ないか （デモテープ、2000年）
- キンモクセイの約18分 （アルバム、2001年）

### 参加作品
- 乙葉:OtohaCD Volume 2
「やさしいピアノ」で作詞作曲（伊藤）・演奏を担当。
- Another Goal’99
「車線変更午前2時」を収録（「ASIAN ALL STARS」名義）。2002年、「車線変更25時」に改題して収録。
- ナイアガラで恋をして Tribute to EIICHI OHTAKI
「熱き心に」をカバー。
- 甲斐バンド&甲斐よしひろ グレイト・トリビュート・コレクション グッド・フェローズ
「テレフォン・ノイローゼ」をカバー
- ラヴ 〜メモリー・オブ・メロディー〜
「夢で逢えたら」を収録。
- 友情のエール/YELL FROM NIPPON
伊藤俊吾のみ参加
- フジTV系「めざましテレビ」39プロジェクト ありがとう〜thanks to you all〜
「さらば」を収録
- DEATH NOTE TRIBUTE
「オヤスミナサイ」を収録。
- 小椋佳トリビュート 〜青春〜
「木戸をあけて 〜家出をする少年がその母親に捧げる歌〜」をカバー
- バーンパーク
「雨あがりの街で」（キンモクセイとかかし）
- 東北関東大震災 被災地支援コンピレーションアルバム『HOPE nau!』[21]

活動休止後初の新曲「アシタ」を収録

## タイアップ一覧
| 使用年 | 曲名                   | タイアップ                                                           | 初出作品                           |
| ------ | ---------------------- | -------------------------------------------------------------------- | ---------------------------------- |
| 2001年 | 僕の行方               | 日本テレビ系『AX MUSIC-FACTORY』AX POWER PLAY#056テーマソング        | シングル「僕の行方」               |
| 2001年 | 二人のアカボシ         | 日本テレビ系『FUN』FUN'S RECOMMEND#020                               | シングル「二人のアカボシ」         |
| 2002年 | 七色の風               | 森永乳業「Piknik」CMソング                                           | シングル「七色の風」               |
| 2002年 | 追い風マークII         | テレビ朝日系 月曜時代劇『三匹が斬る!』主題歌                         | シングル「七色の風」               |
| 2002年 | さらば                 | テレビ朝日系アニメ『あたしンち』オープニングテーマ                   | シングル「さらば」                 |
| 2002年 | ぽっかぽか             | ハウスメイトショップ CMソング                                        | アルバム『音楽は素晴らしいものだ』 |
| 2002年 | 車線変更25時           | 日本テレビ系『ろみひー』12月度エンディングテーマ                     | シングル「車線変更25時」           |
| 2003年 | 同じ空の下で           | TBS系『日立 世界・ふしぎ発見!』エンディングテーマ                    | シングル「同じ空の下で」           |
| 2004年 | 君とチンパンジー       | TBS系『はなまるマーケット』エンディングテーマ                        | シングル「メロディ」               |
| 2004年 | むすんでひらいて       | 日本テレビ系『音楽戦士 MUSIC FIGHTER』2004年12月度エンディングテーマ | シングル「むすんでひらいて」       |
| 2004年 | 夢で逢えたら           | ダイハツ「ミラジーノ」CMソング                                       | シングル「夢で逢えたら」           |
| 2005年 | 冬の磁石               | TBS系『王様のブランチ』2005年12月-2006年1月度エンディングテーマ      | シングル「冬の磁石」               |
| 2006年 | さよならの表情         | MBS・TBS系『世界ウルルン滞在記』エンディングテーマ                   | シングル「さよならの表情」         |
| 2006年 | ノーサイド             | MBS・TBS系『第86回全国高校ラグビー大会』公式テーマソング             | アルバム『さくら』                 |
| 2007年 | ふるさと               | テレビ神奈川『saku saku』2007年11月度エンディングテーマ              | シングル「金木犀e.p.」             |
| 2007年 | Young Sunday           | 東新住建 CMソング                                                    | シングル「金木犀e.p.」             |
| 2007年 | Young Sunday           | 小学館「ヤングサンデー」CMソング                                     | シングル「金木犀e.p.」             |
| 2020年 | グッバイ・マイ・ライフ | テレビ埼玉『NEWS545』2020年1月～3月エンディングテーマ                | アルバム『ジャパニーズポップス』   |

## ヘビーローテーション/パワープレイ

### ラジオ
| 放送年 | 曲名       | ラジオヘビーローテーション/パワープレイ | 収録作品           |
| ------ | ---------- | --------------------------------------- | ------------------ |
| 2019年 | セレモニー | FM横浜「Tresen」エンディングテーマ      | 配信「セレモニー」 |
| 2019年 | セレモニー | 文化放送 12月度「プラスチューン」       | 配信「セレモニー」 |

## NHK紅白歌合戦出場歴
| 年度/放送回               | 回 | 曲目           | 出演順 | 対戦相手 |
| ------------------------- | -- | -------------- | ------ | -------- |
| 2002年（平成14年）/第53回 | 初 | 二人のアカボシ | 03/27  | ZONE     |

注意点
- 出演順は「出演順/出場者数」で表す。（総合、BS2、BS-hi、ラジオ第1 2002年12月31日）